# 鹿苑神社
鹿苑神社（ろくおんじんじゃ）は、静岡県磐田市二ノ宮にある神社。式内社、遠江国二宮で、旧社格は郷社。
北側は連福寺と接しており、磐田駅の東南東、横須賀街道の南方にある。神紋は「十六菊」である。江戸時代末までは「高根明神社」と称し、高彦根命を祀っていた。

## 歴史
延喜式神名帳にある磐田郡の小社・鹿神社に比定される。遠江国の鹿苑神は嘉祥3年（850年）に従五位下に叙せられ、貞観2年（860年）には従四位下が授けられたという。かつては山香郡与利郷（現・浜松市天竜区春野町）の正国六音大菩薩社の位置にあり、元慶5年（881年）に磐田郡を分割して山香郡が設置されたのにともない、遠江の国府近くに移したとされる。
鎌倉時代には二宮と呼ばれるようになり、文永5年（1268年）頃の「遠江国二宮領」という鹿苑神社領に関する記述が残っている。江戸時代には二之宮村など14ヵ村の総鎮守であり、元和9年（1623年）に社殿を再建した棟札が残る。慶安元年（1648年）には社領23石を寄進された。

## 境内

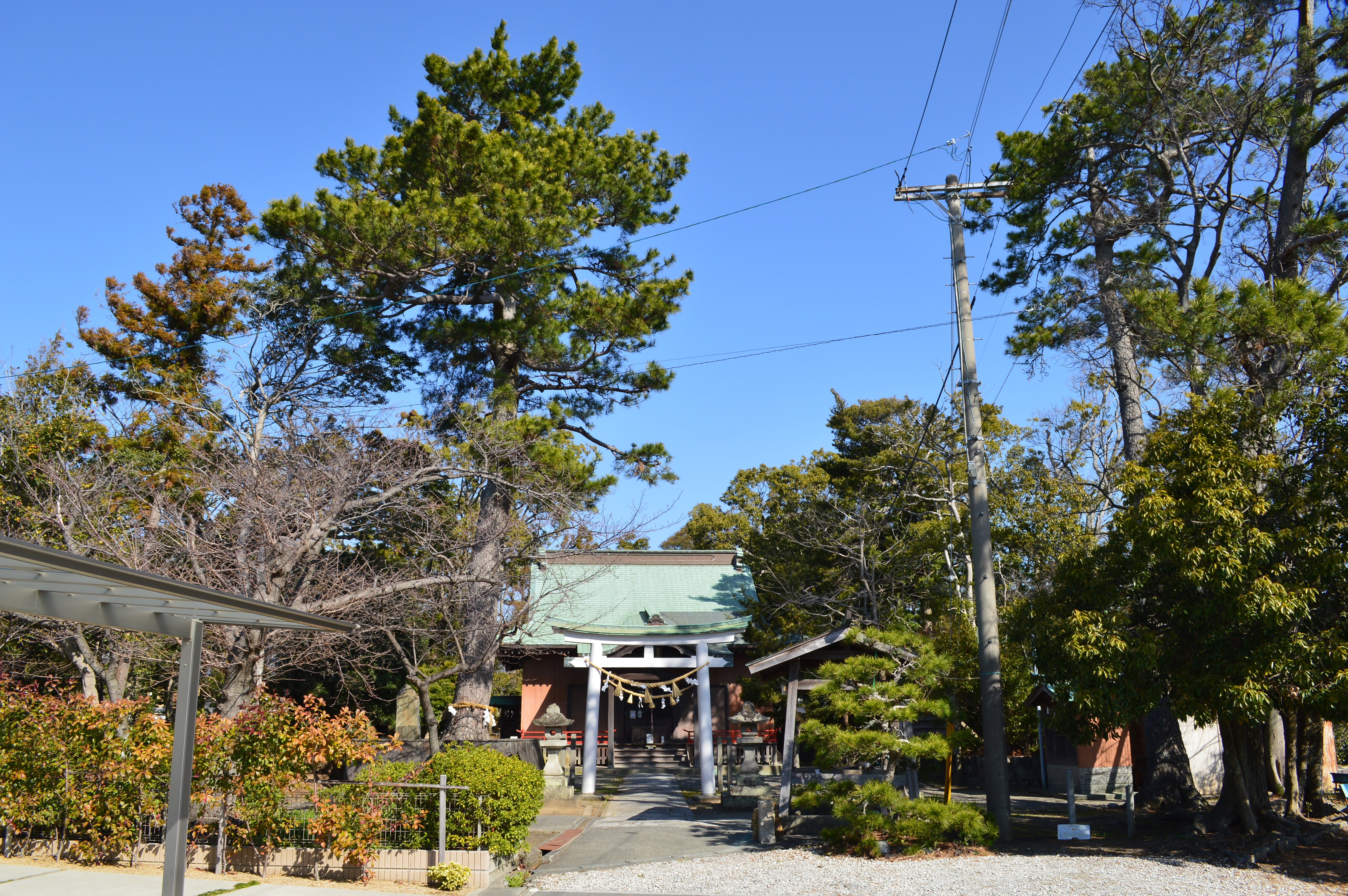
境内全景
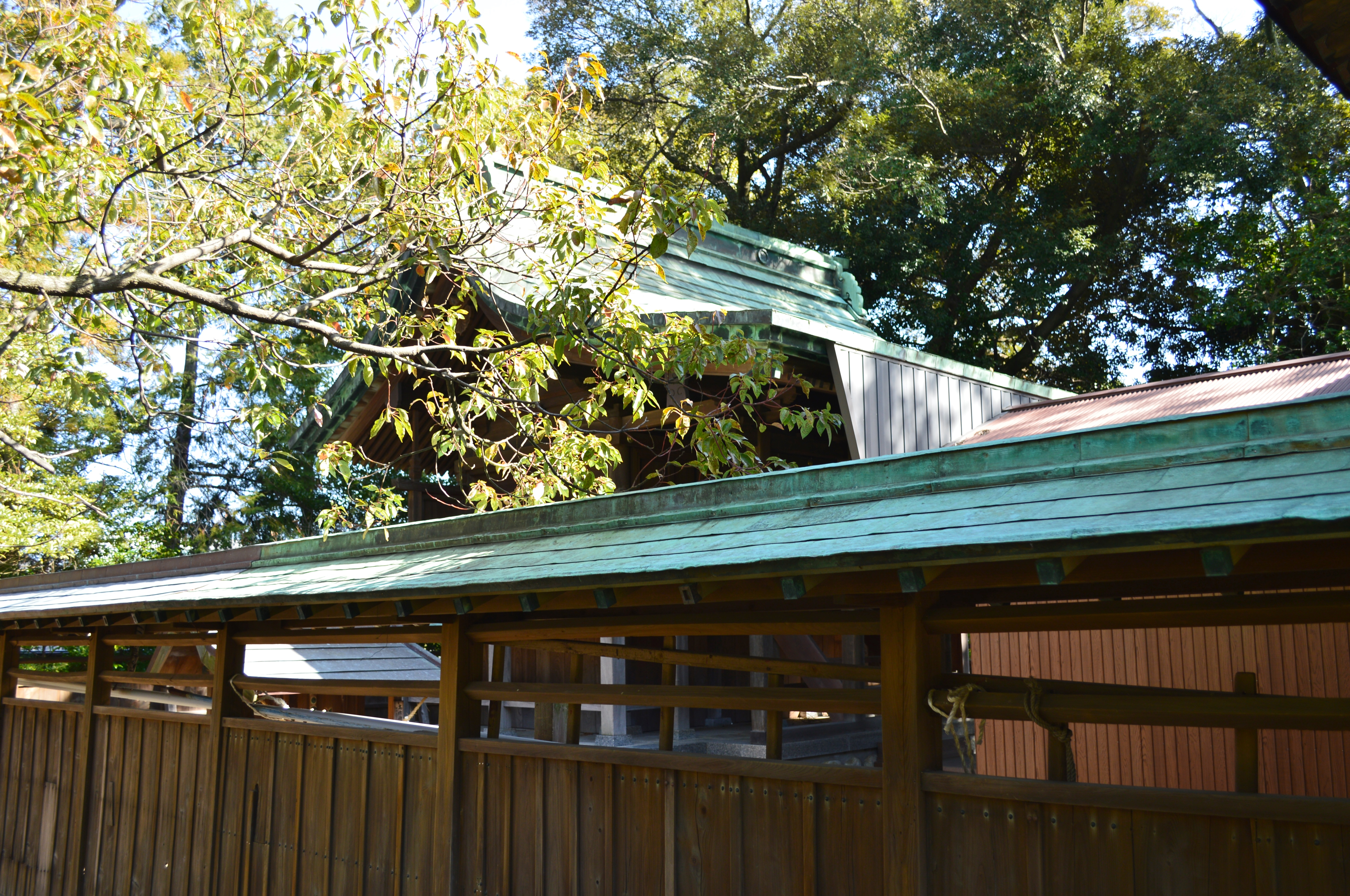
本殿
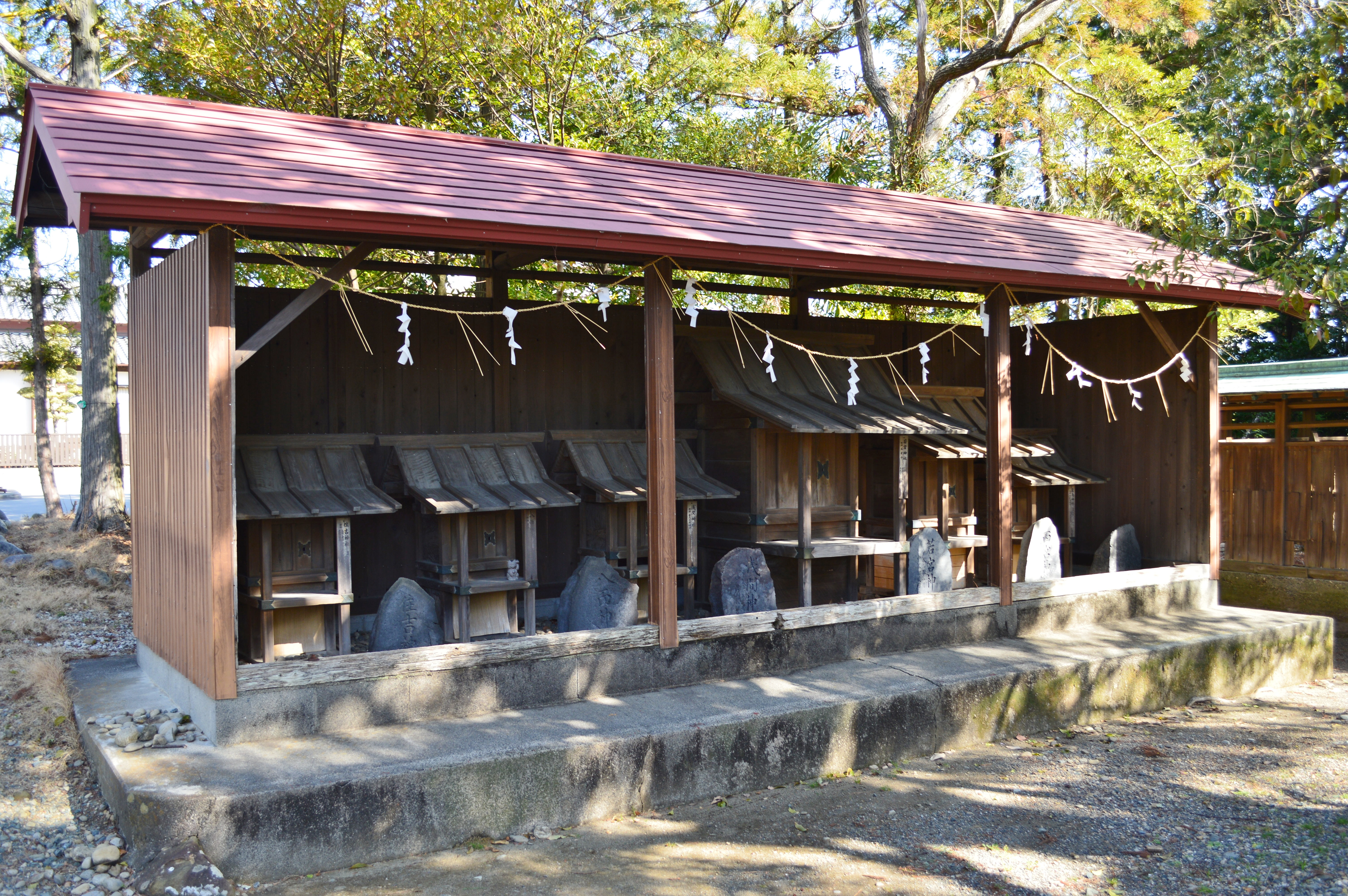
境内社
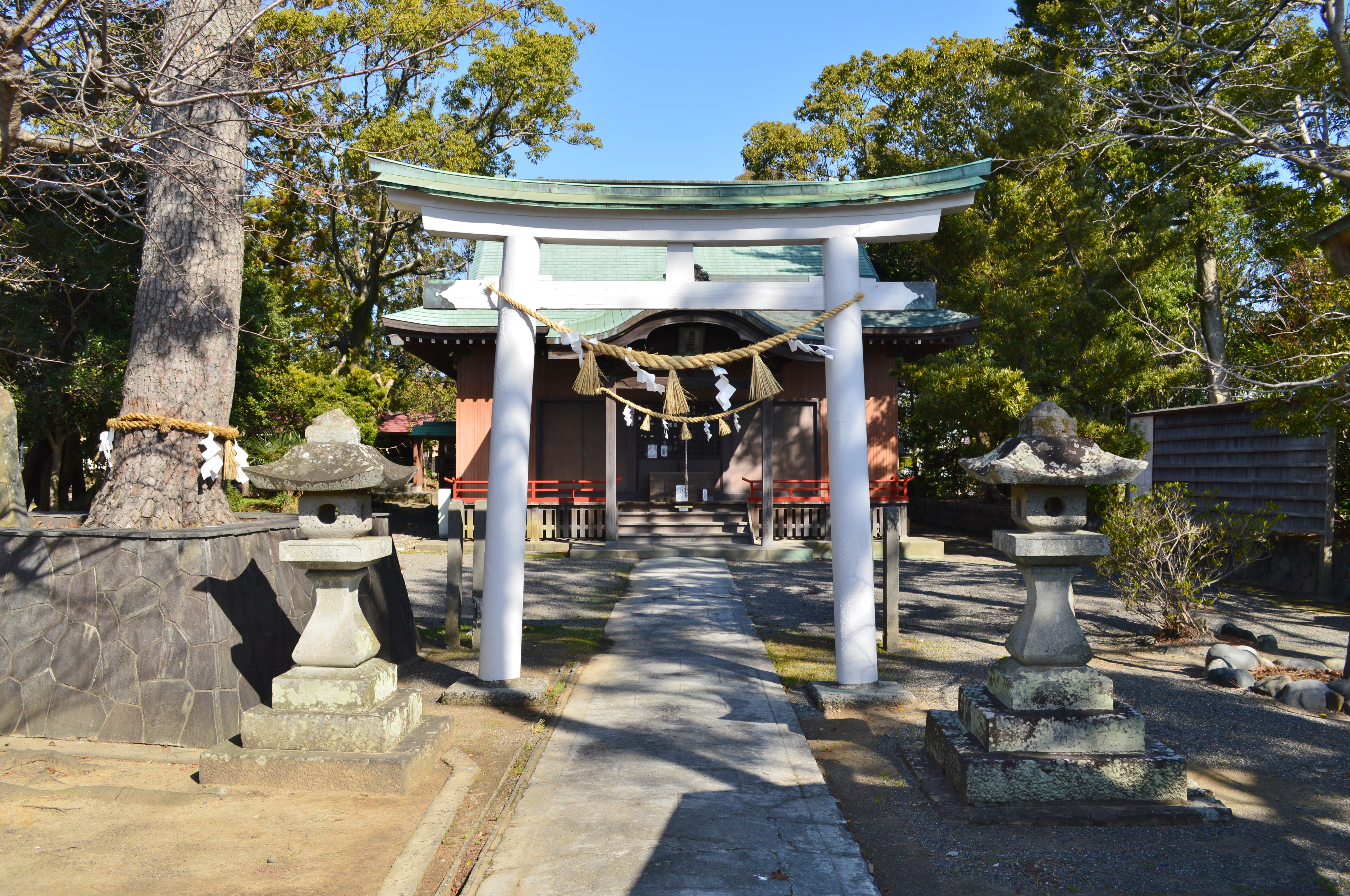
境内鳥居
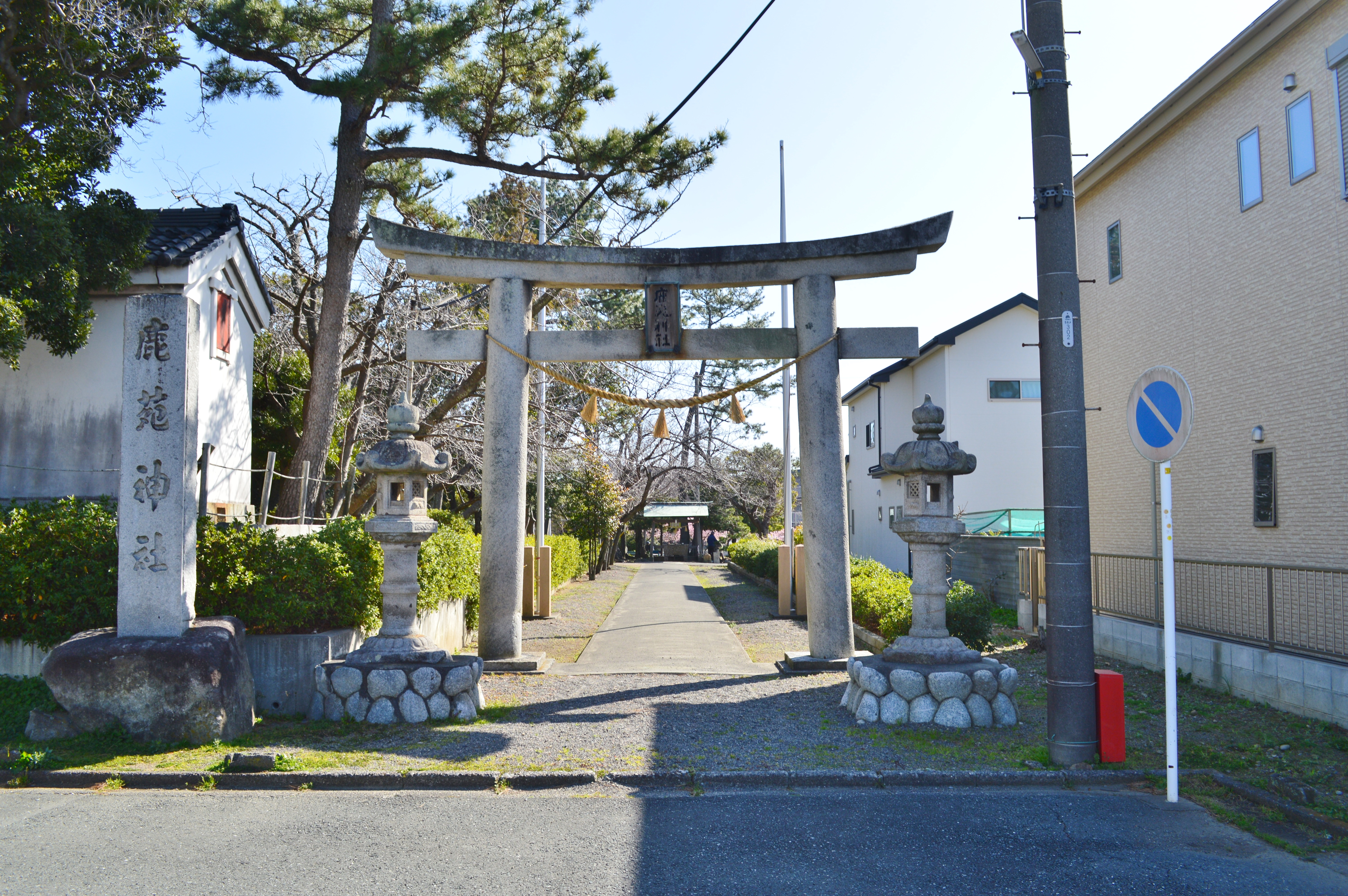
鳥居

## 交通アクセス
- JR東海東海道本線磐田駅から徒歩10分